# Estela de Suècia
Estela Silvia Eva Maria, princesa de Suècia i duquessa de Östergötland (en suec: Estelle Silvia Ewa Mary Bernadotte), més coneguda com a Estela de Suècia (Solna, Suècia, 23 de febrer de 2012), és princesa per naixement de la Casa Real de Suècia. Filla primogènita de Victòria de Suècia i de Daniel Westling, ostenta el títol de princesa de Suècia (Prinsessa av Sverige), duquessa d'Östergötland (Hertiginna av Östergötland), i el tractament d'Altesa Real. És la segona hereva al tron de Suècia, després de la seva mare, i una de les princeses europees que podria convertir-se en monarca, al costat de la princesa Leonor d'Espanya, la princesa Isabel de Bèlgica, la princesa Catalina Amalia dels Països Baixos i la princesa Ingrid Alexandra de Noruega.